# Waletudinaria
Uzasadnienie: to samo pojęcie
Waletudinaria – w antycznym Rzymie, a następnie Grecji publiczne instytucje będące odpowiednikami współczesnych lecznic oraz szpitali wojskowych. Ich rozkwit przypadał na okres Cesarstwa Rzymskiego (I w. p.n.e. - IV/V w. n.e.). Waletudinaria były zakładane przez państwo albo bogate rody arystokratyczne dla chorych członków rodziny, ich niewolników, służby czy personelu. Ponadto świadczyły opiekę i leczenie urzędnikom pracującym w wiejskich agendach oraz latyfundiach.
Pierwsze źródłowe wzmianki pochodzą z I w. p.n.e.
Waletudinaria składały się z bardzo dużych kompleksów budynków, pod względem ówczesnych warunków - doskonale wyposażonych lokalowo i organizacyjnie. Byli w nich zatrudniani lekarze, pielęgniarze, niewolnicy, pielęgniarki oraz akuszerki.
Za czasów Oktawiana Augusta (63-14 p.n.e.) waletudinaria zakładano w miejscach, gdzie koncentrowały się wojska rzymskie.
Waletudinaria stawiano na planie prostokąta ze środkowym dziedzińcem otoczonym z trzech stron wewnętrznym rzędem pomieszczeń - sal dla chorych. Jedno z największych waletudinariów dla wojskowych istniało w miejscowości Castra Vetera w Germanii Dolnej. Była to kwadratowa budowla z podcieniami o boku 83 metrów długości. Przeznaczona była dla 300 łóżek, gdzie w jednej sali mogły leżeć jednocześnie 3 osoby.